# Trowbridge
Trowbridge – miasto i civil parish w Anglii, stolica jednolitej jednostki administracyjnej (unitary authority) i dawnego hrabstwa Wiltshire. W 2011 roku civil parish liczyła 32 304 mieszkańców.
Trowbridge jest położone nad rzeką Biss w zachodniej części hrabstwa Wiltshire, około 16 km na południowy wschód od miasta Bath. Nazwa miasta pochodzi od pierwszego mostu na rzece Biss – Tree Bridge (Most Drzewny). Na północy miasta przebiega Kanał Kennet Avon. Takie umiejscowienie kanału odgrywa dużą rolę w rozwoju miasta umożliwiając transport węgla z kopalni znajdujących się w hrabstwie Somerset.
Miasto posiada stację kolejową położoną na Głównej Linii Wessex łączącą Bristol z Southampton.

## Historia
Istnieją dowody, że obszar na którym znajduje się miasto był zamieszkany już ponad 3 000 lat temu. Trowbridge jako osada istniało już w X wieku i znane było pod nazwą Straburg. Trowbridge jest wspomniana w Domesday Book (1086) jako Straburg i odnotowuje, że mieszkało w nim wówczas 100 mieszkańców.
Począwszy od XII w. w rozwija się tutaj przemysł tekstylny, a od XVII w. miasto ulega szybkiej industrializacji. W 1820 posiadając na swoim terenie 15 fabryk było już określane jako „Manchester Zachodu” i porównywane do miast północnej Anglii, takich jak Rochdale. W XIX wieku stopniowo zmniejszało się znaczenie przemysłu włókienniczego w strukturze przemysłowej Anglii. Ta tendencja postępowała przez cały XX w, co miało duży wpływ na miasta takie jak Trowbridge. W Ostatniej fabryce, którą zamknięto w 1982, znajduje się obecnie muzeum poświęcone historii miasta i jego przemysłowej świetności. W miejscu obecnie istniejącego muzeum znajdowała się niegdyś sprawnie działająca fabryka produkująca łóżka (początkowo używająca wyrobów włókienniczych opartych na wełnie z pobliskich fabryk) – aktualnie tradycje te kontynuuje przedsiębiorstwo znane pod nazwą Airsprung Furniture Group PLC (swój początek firma miała w Trowbridge w latach 70. XIX wieku).

## Kolej
W mieście znajduje się stacja kolejowa Trowbridge.

## Miasta partnerskie
- Elbląg
- Leer (Ostfriesland)
- Charenton-le-Pont
- Wadżda